# Macampagne
Macampagne of Ma Campagne is een gehucht in Bévercé, deelgemeente van de stad Malmedy in de Belgische provincie Luik. Het ligt op een heuvelrug, zo'n anderhalve kilometer ten zuiden van het stadscentrum van Malmedy, tegen de grens van deelgemeenten Malmedy en Bévercé.
Het gehucht telt maar een paar gebouwen. Een halve kilometer ten oosten ligt gehuchtje Floriheid, en een kilometer ten zuidwesten het gehucht Xhurdebise.

## Geschiedenis
Op de Ferrariskaart uit de jaren 1770 wordt hier nog geen gehucht weergeven.
Tijdens de Franse bezetting op het eind van de 18de eeuw was het gebied deel van het Franse departement Ourthe; daarna was het in de 19de eeuw onderdeel van de Pruisische Rijnprovincie. In 1887 werden verschillende landelijke dorpjes en gehuchtjes rond de stad Malmedy samengebracht in een nieuwe gemeente (Landbürgermeisterei) Bévercé. Binnen die gemeente werd Macampagne ondergebracht in de sectie (Landgemeinde) Géromont.
Na de Eerste Wereldoorlog werd het gebied met de gemeente Bévercé als deel van de Oostkantons aangehecht bij België.
Bij de gemeentelijke herindelingen werd Bévercé in 1977, met het gehucht Macampagne, bij de gemeente Malmedy gevoegd.

## Bezienswaardigheden
- Een hoevegebouw (Macampage 1), waarvan de oudste delen werden gebouwd in 1827[2]

Deelgemeenten: Bellevaux-Ligneuville · Bévercé · Malmedy

Overige kernen: Arimont · Baugnez · Bellevaux · Bernister · Boussire · Burnenville · Chevofosse · Chôdes · Cligneval · Difflot · Falize · Floriheid · G'doûmont · Géromont · Gohimont · Hédomont · Lamonriville · Lasnenville · Ligneuville · Longfaye · Macampagne · Mé · Meiz · Mont · Otaimont · Planche · Pont · Préaix · Reculémont · Ronxhy · Warche · Winbomont · Xhoffraix · Xhurdebise

Belgische gemeenten · arrondissement Verviers · provincie Luik · Wallonië